# Bình Triều
Bình Triều is een xã in het district Thăng Bình, een van de districten in de Vietnamese provincie Quảng Nam. Bình Triều heeft ruim 9700 inwoners op een oppervlakte van 12,63 km².

## Geografie en topografie
Bình Trị ligt in het oosten van Thăng Bình op de westelijke oever van de Trường Giang. De aangrenzende xã's zijn Bình Giang, Bình Đào, Bình Sa, Bình Tú en Bình Phục.

## Verkeer en vervoer
Een belangrijke verkeersader is de Tỉnh lộ 613. Deze weg verbindt Hà Lam met Bình Minh.